# Le Séchage des voiles
Le Séchage des voiles est un tableau réalisé par le peintre français André Derain en 1905. Cette huile sur toile est un paysage fauve représentant le port de Collioure. Présentée au Salon d'Automne de 1905, elle est rapidement acquise par Ivan Morozov et est aujourd'hui conservée au musée des Beaux-Arts Pouchkine, à Moscou.

## Expositions
- Salon d'Automne de 1905, Grand Palais, Paris, 1905.